# Gord
 Der er for få eller ingen kildehenvisninger i denne artikel, hvilket er et problem. Du kan hjælpe ved at angive troværdige kilder til de påstande, som fremføres i artiklen.

En gord er en tidlig slavisk befæstet bosættelse, nogle gange kendt som en burgwall efter den tyske betegnelse for sådanne steder. Gorder blev bygget i den sene bronze- og tidlige jernalder af den lusatiske kultur (ca. 1300-500 f.v.t.), og op til det 7.-8. århundrede e.Kr. og senere af andre kulturer, i det, der nu er det centrale, østlige Europa og dele af det sydlige Europa. Disse bosættelser blev sædvanligvis grundlagt på strategiske steder såsom bakker, flodbredder, søer eller halvøer.

## Konstruktion og evolution
En typisk gord var en gruppe af træhuse bygget enten i rækker eller i cirkler, omgivet af en eller flere ringe af mure lavet af jord og træ, en palisade og/eller voldgrave. Nogle gorder var ringformede med et rundt, ovalt eller lejlighedsvis polygonalt hegn eller mur, der omgav en fordybning. Andre, som var bygget på en naturlig bakke eller en menneskeskabt høj, var kegleformede. Dem med et naturligt forsvar på den ene side, såsom en flod eller sø, var normalt hesteskoformede.
Da de slaviske stammer forenede sig for at danne stater, blev der også bygget gorder til forsvarsformål i mindre befolkede grænseområder. Gorder, hvor herskere boede, eller som lå på handelsruter, udvidede sig hurtigt. Nær gorden dannedes der små samfund af tjenere, købmænd, håndværkere og andre, der tjente de  højerestillede indbyggere i gorden. Den slags samfund blev betegnet som en forstad (polsk: podgrodzie). Dens beboere kunne søge beskyttelse  inden for gorden i tilfælde af fare. Til sidst fik forstaden sin egen palisade eller mur. I højmiddelalderen udviklede gorden sig normalt til et slot eller citadel og forstaden til en by.
Nogle gorder klarede ikke tidens tand og blev forladt eller ødelagt og blev gradvist til mere eller mindre tydelige  høje eller ringe af jord (russisk gorodishche, polsk grodzisko, ukrainsk horodyshche, slovakisk hradisko, tjekkisk hradiště og serbisk gradiška/гра). Bemærkelsesværdige arkæologiske steder omfatter Groß Raden i Tyskland og Biskupin i Polen.

## Etymologi
Udtrykket stammer fra den rekonstruerede proto-indo-europæiske (PIE) rod ǵʰortós, indhegning. Fra samme rod kommer de germanske ordelementer *gard og *gart (som i Stuttgart), og sandsynligvis også navnene på Graz, Østrig og Gartz, Tyskland. Beslægtet med disse er engelske ord som garden, yard, garth, girdle og court. Også beslægtet, men mindre nært beslægtet, er latin hortus, en have. På det ungarske sprog betyder kert, ordet for en have, bogstaveligt talt omkranset. Fordi ungarsk er et uralsk snarere end et indoeuropæisk sprog, er dette sandsynligvis et låneord.

## I populærkulturen
I 2021 udkom computerspillet Gord, hvor det gælder om at beskytte ens gord mod monstre.